# 巴雷特冰原島峰
79°20′S 81°24′W / 79.333°S 81.400°W
巴雷特冰原島峰（英語：Barrett Nunataks），是南極洲的冰原島峰，位於埃爾斯沃思地，屬於埃爾斯沃思山脈中赫里蒂奇嶺的一部分，以明尼蘇達大學探險隊的地質學家命名。